# Batalhão de Polícia de Trânsito (PMPR)
O Batalhão de Polícia de Trânsito (BPTran) é uma Organização Policial Militar (OPM) da Polícia Militar do Paraná (PMPR), especializada no policiamento de trânsito urbano.
O batalhão está subordinado ao 1º Comando de Policiamento Especializado (CPE).

## História
Desde 1913 o policiamento de trânsito era feito exclusivamente pela Guarda Civil do Paraná, segmento uniformizado da atual Polícia Civil do Estado. Em 1952, por entendimento entre o Chefe de Polícia e o Diretor do Departamento de Trânsito, esse serviço passou a ser realizado também pela Polícia Militar. O Boletim do Comando Geral n° 49, de 28 de fevereiro de 1952, designou então o Primeiro Tenente Reinaldo José Machado para selecionar, instruir, chefiar, e por em prática essa atividade; a qual passou a denominar-se como Serviço de Guardas Sinaleiros de Trânsito da Polícia Militar.
Os primeiros postos estabelecidos na cidade de Curitiba foram:
- Posto 1 - cruzamento da Rua Carlos de Carvalho com a Voluntários da Pátria;
- Posto 2 - cruzamento da Rua Emiliano Perneta com a 28 de Setembro;
- Posto 3 - cruzamento da Avenida Batel com a Rua Francisco Rocha;
- Posto 4 - cruzamento da Rua Barão do Cerro Azul com a Inácio Lustoza;
- Posto 5 - cruzamento da Rua Comendador Araújo com a Visconde de Nácar;
- Posto 6 - cruzamento da Rua Desembargador Westephalen com a Avenida Iguaçu;
- Posto 7 - cruzamento da Avenida Marechal Deodoro com a Rua Monsenhor Celso;
- Posto 8 - cruzamento da Avenida Marechal Deodoro com a Marechal Floriano;
- Posto 9 - cruzamento da Avenida Marechal Floriano com a Rua Conselheiro Dantas;
- Posto 10 - cruzamento da Avenida João Gualberto com a Rua Manoel Eufrásio.

Em 1953, pelo Boletim do Comando Geral n° 111, de 21 de maio, esse policiamento tornou-se independente e passou a designar-se como Companhia de Guardas Sinaleiros de Trânsito, constituída pela 2ª Cia do Centro de Preparação Militar (CPM).
Em 28 de julho de 1973, sob o comando do Tenente-coronel Plínio Walger, foi criado o Pelotão de Motociclistas. Esse pelotão foi formado por cinquenta policiais militares, com vinte e cinco motocicletas Honda, 125 CC; que, além do policiamento normal de trânsito, passou também a realizar escoltas e apoio imediato a ocorrências excepcionais.
Em 10 de agosto de 1981, a Polícia Feminina passou a executar policiamento de trânsito. Para marcar o início das atividades foi realizada uma cerimônia na Praça Rui Barbosa, com a presença do Comandante-geral, o Coronel Dirceu Ribas Correa, e o comandante do BPTran, Nelson Grechen. O policiamento iniciou com trinta e seis policiais femininas, cuja missão era policiar a área central de Curitiba.

## Organização

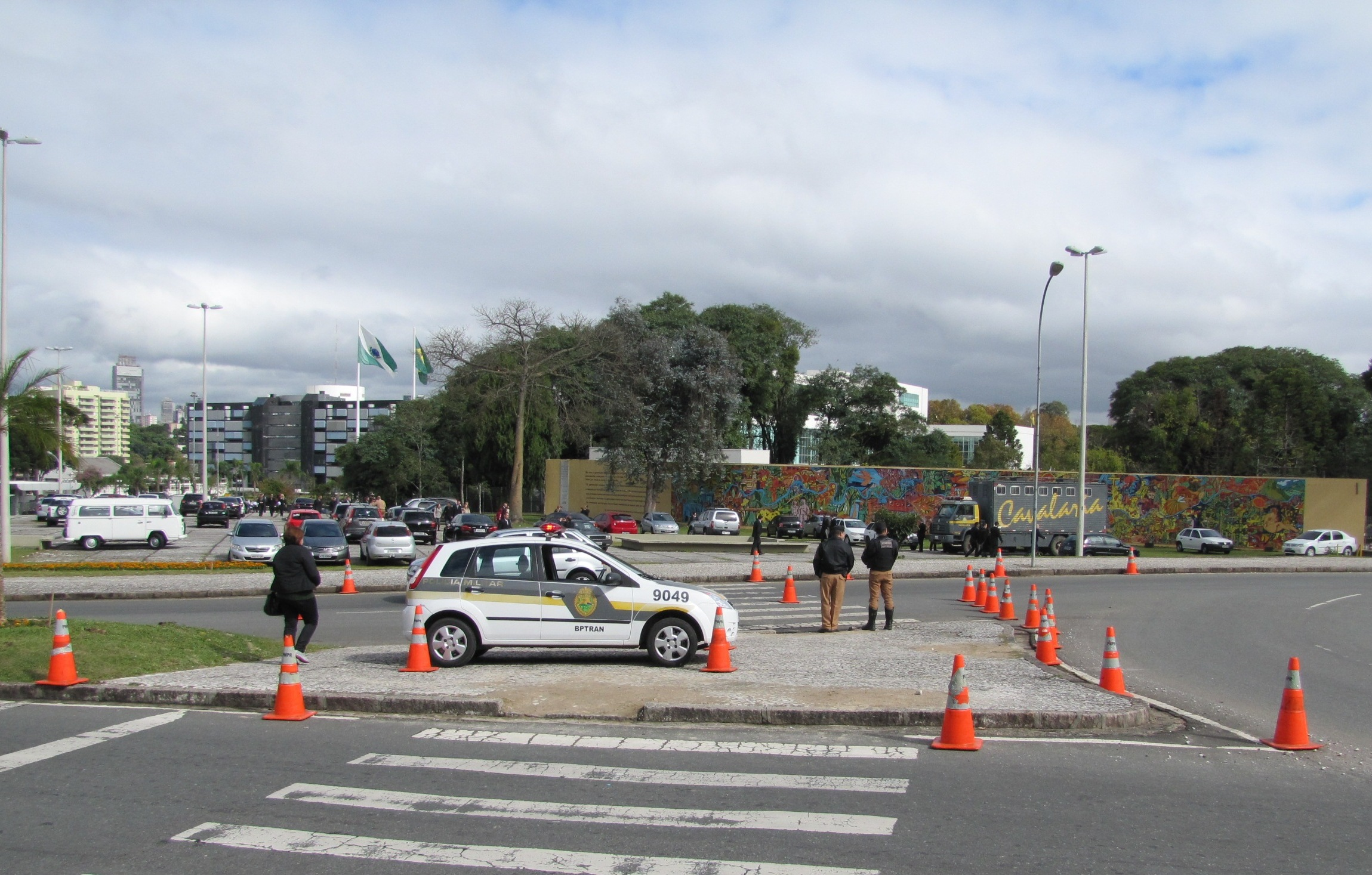
Policiamento de trânsito.

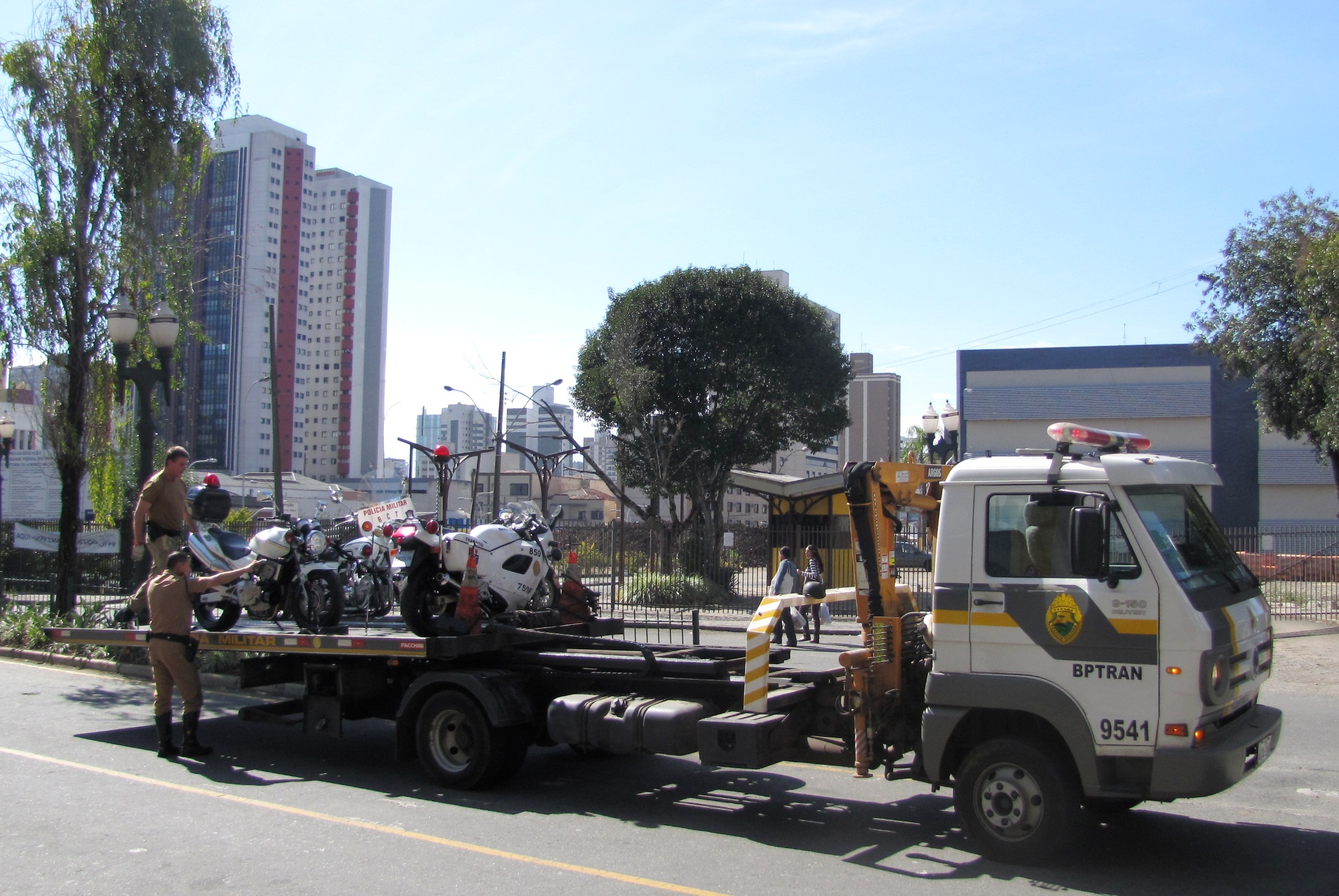
Viatura guincho do BPTran.

### Estrutura Administrativa
- P/1 - Seção de Pessoal: Subseção de Justiça e Disciplina
- P/2 - Seção de Informações
- P/3 - Seção de Operações
- P/4 - Seção de Logística: Tesouraria, Almoxarifado (material em estoque), Furrielação (material de uso diário) e Transportes
- P/5 - Seção de Relações Públicas

### Estrutura operacional
Batalhão de Polícia de Trânsito
Sede - Rua Professora Antonia Reginato Vianna, 411, Capão da Imbuia.
- 1ª Companhia de Polícia de Trânsito

Rua Professora Antonia Reginato Vianna, 411, Capão da Imbuia.
- 2ª Companhia de Polícia de Trânsito (COTAMOTRAN)'

Rua Duarte da Costa, 350 - Vila Lindoia

3ª Companhia - Companhia Tático Móvel de Trânsito (COTAMOTRAN)
Rua Duarte da Costa, 350 - Vila Lindoia

### Missão
- O policiamento de trânsito urbano prioriza a atuação preventiva através do posicionamento ostensivo; procurando dessa forma induzir os motoristas, a uma maior atenção e acatamento das normas do Código de Trânsito Brasileiro e das resoluções do Contran.
- Realiza bloqueios programados com o objetivo de reprimir o roubo e furto de veículos, bem como coibir abusos por parte dos condutores, e proporcionar segurança, fluidez e acessibilidade às vias de tráfego.
- Proporciona escolta e apoio às operações de bombeiros, polícia de choque, e de eventos especiais.
- O BPTran também realiza ações educativas junto às escolas; promovendo palestras e campanhas para a divulgação e orientação da segurança no trânsito urbano.

### Uniformes

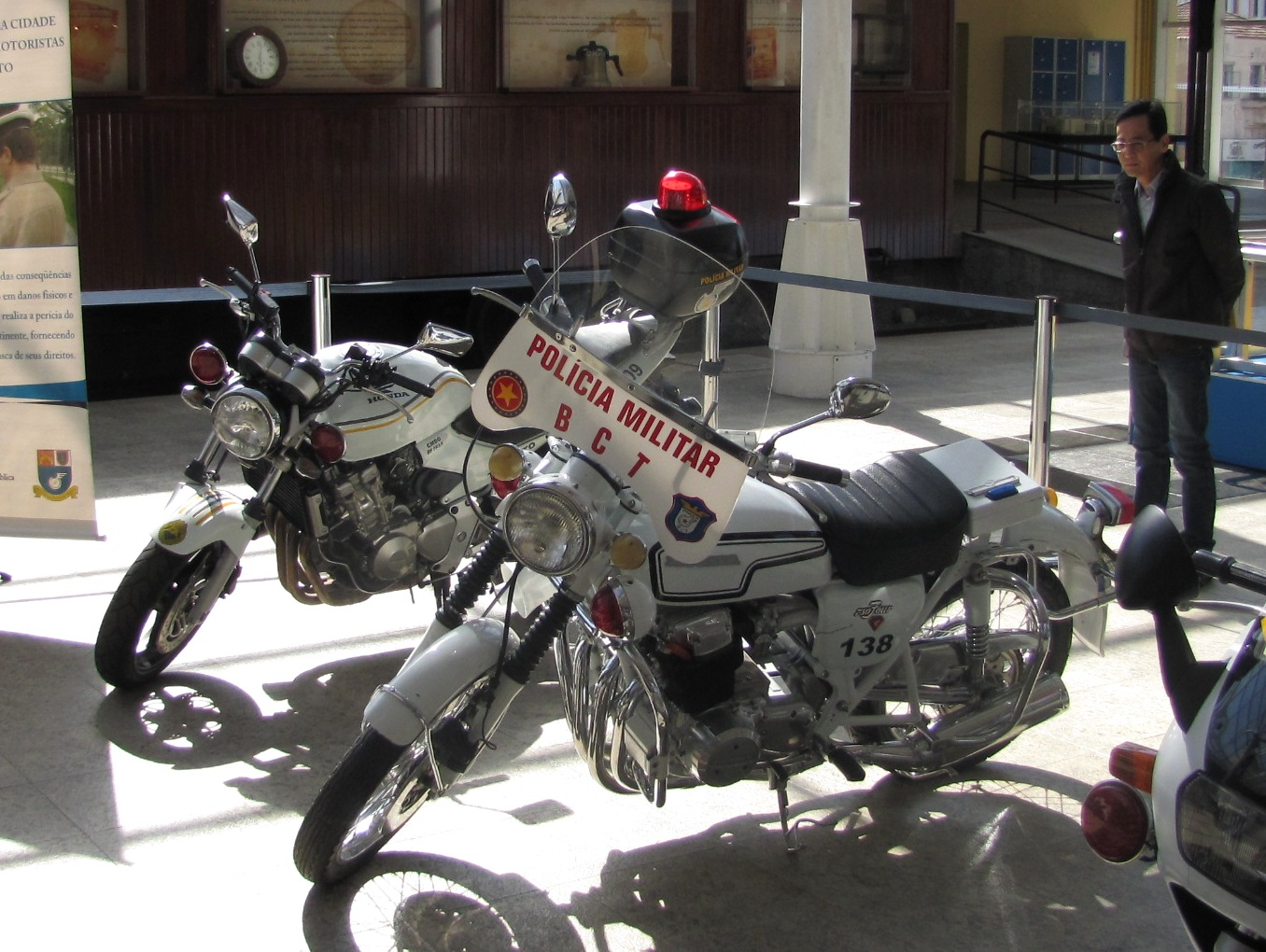
Moto antiga do Batalhão de Controle de Tráfego.

No Paraná o policial de trânsito é caracterizado pela cobertura (capacete, quepe, boné, etc.) em cor branca; a qual está em uso desde a criação do serviço em 1952.

### Denominações
- 1952 -  Serviço de Guardas Sinaleiros de Trânsito ;
- 1953 - Companhia de Guardas Sinaleiros de Trânsito;
- 1955 - Batalhão de Sinaleiros de Trânsito;[4]
- 1964 - Batalhão de Controle de Tráfego;[5]
- 1976 - Batalhão de Polícia de Trânsito.[6]

## Plantão de Acidentes
O Plantão de Acidentes tem por missão efetuar o levantamento dos locais de acidentes no município de Curitiba. Em agosto de 1979 foi destacada uma equipe de trinta e cinco policiais do batalhão para substituírem os funcionários civis do DETRAN, e que vem sendo mantido até hoje.

## Boletim de Acidente de Trânsito Eletrônico Unificado
O Boletim de Acidente de Trânsito Eletrônico Unificado (BATEU) é um serviço da Polícia Militar do Paraná que objetiva proporcionar comodidade ao cidadão; permitindo efetuar, por meio virtual (internet), o registro de acidente de trânsito, sem pessoas feridas, com apenas danos materiais, ocorridos no Município de Curitiba.
Considera-se ferido em acidente toda pessoa que tenha sofrido algum tipo de trauma em virtude do acidente, e que necessite ser encaminhado a uma unidade de Pronto Socorro, seja por meios próprios ou ambulância.
O BATEU foi construído para ser usado como uma ferramenta oficial e confiável do serviço público, servindo para fins de seguro ou ações judiciais, integrando sistemicamente forças como a Secretaria de Estado de Segurança Pública, Polícia Militar, DETRAN e CELEPAR.
- Qualquer pessoa envolvida no acidente de trânsito pode efetuar o registro do acidente no prazo de cento e oitenta dias decorridos da data do fato.
- Toda a comunicação ocorre através do e-mail informado ao sistema, facilitando o acompanhamento passo-a-passo das etapas do processo que forem executadas (cadastro, emissão de GRD, pagamento e impressão do boletim).